# پارک ملی زوو تیگرا
پارک ملی زوو تیگرا (انگلیسی: Zov Tigra National Park) یک پارک ملی حفاظت‌شده در سرزمین پریمورسکی کشور روسیه است.